# Abwehrspannung
Abwehrspannung (auch Défense musculaire) ist ein Fachbegriff aus der Medizin. Man bezeichnet damit die unwillkürliche starke Anspannung der Bauchmuskulatur bei einem starken, plötzlich einsetzenden und dann anhaltendem Bauchfellreiz.
Eine Abwehrspannung tritt bei einem akuten Abdomen auf. Sie wird durch die tastende Hand (Palpation) festgestellt. Sie kann lokalisiert oder generalisiert im Bereich des ganzen Abdomens zu finden sein.
Pathophysiologisch liegt eine reflexbedingte Anspannung der Bauchdeckenmuskulatur zugrunde. Eine peritoneale, afferente, somatosensible Reizung bewirkt eine unwillkürliche motorische Antwort.
Die Symptomatik kann bei Kindern, älteren oder adipösen Patienten weniger ausgeprägt sein, verliert hierdurch jedoch nicht an ihrer Brisanz.
Liegt eine Abwehrspannung vor, ist eine umgehende Abklärung des akuten Abdomens geboten. Neben Laborbestimmungen und bildgebenden Verfahren (Sonografie, Computertomografie) muss unter Umständen auch eine explorative Laparotomie zur Klärung der Ursache durchgeführt werden.